# Clubiona mahensis
Clubiona mahensis este o specie de păianjeni din genul Clubiona, familia Clubionidae, descrisă de Simon, 1893.
Este endemică în Seychelles. Conform Catalogue of Life specia Clubiona mahensis nu are subspecii cunoscute.